# Плоский (вулкан, 1255 м)
Плоский — щитовой вулкан, сложенный преимущественно базальтами  в центральной части Камчатки. Находится на западном склоне хребта, в верховье рек Мутной и Теклеваям. Высота 1255 м. В плане вулканическое сооружение имеет форму, близкую к окружности с диаметром 12 км, площадь — 93 км². Сформировался в современный период.